# Umar Tell
Nils Arne Lennart (Umar) Tell, född 20 augusti 1927 i Lund, död 8 april 2007 i Skånes Fagerhult, var en svensk målare, tecknare, skulptör och författare.
Han var son till Otto Hovner och Hildur Tell-Andersson och gift 1954–1963 med Ellie Olin. Tell som tillbringade sin uppväxt i tolv olika fosterhem började måla redan på slutet av 1930-talet. Han var som konstnär autodidakt och inspirerades av konstnärer som Sager-Nelson, Hill och John Sten. Han tillbringade en stor del av sin tid på resor runt om i Europa innan han slutligen bosatte sig Paris 1953. Tillsammans med sin fru ställde han ut i Norrköping 1954 och separat ställde han bland annat ut på Svenska klubben i Paris, Vikingsbergs konstmuseum, Killbergs konstsalong i Helsingborg och i Lyckeby. Han medverkade i en samlingsutställning på Musée National d'Art Moderne i Paris 1959 och i flera grupputställningar på Killbergs konstsalong samt samlingsutställningar arrangerade av Helsingborgs konstförening sedan 1949. Han tilldelades Helsingborgs stads kulturstipendium 1963. Hans konst består av religiösa och parapsykologiska motiv samt nonfigurativa kompositioner utförda i akvarell, olja, vaxkrita, collageeller teckning samt skulpturer. Parallellt med sitt konstnärskap har han i direkt anslutning till sina konstverk skrivit dikter varav några har utgetts i bokform. Tell är representerad vid  Moderna museet, Musée National d'Art Moderne i Paris, Helsingborgs museum, Norrköpings konstmuseum, Svenska kubben i Paris, Institut Tessin